# Навчально-науковий інститут філології Київського національного університету імені Тараса Шевченка
Навчально-науковий інститут філології КНУ імені Тараса Шевченка — підрозділ Київського національного університету імені Тараса Шевченка. Утворений 12 листопада 2001 внаслідок об'єднання філологічного факультету, факультету іноземної філології, відділення сходознавства.

## Історія
Філологія в Київському університеті бере свій початок від часу його заснування, тобто з 1834. Тоді філологічний факультет перебував у складі філософського, а далі тривалий час іменувався історико-філологічним.
У 1937 було утворено факультет західноєвропейських мов і літератур.
1990 започатковано відділення «східних та англійської мови і літератури».
Історію філології творили такі відомі вчені, як Михайло Максимович, Микола Костомаров, Павло Житецький, Михайло Драгоманов, Микола Дашкевич, Ісай Заславський, Володимир Перетц, Леонід Булаховський, Андрій Білецький, Олександр Білецький, Макар Русанівський, Микола Зеров, Михайло Драй-Хмара, Павло Филипович, Олександр Назаревський, Сергій Маслов, Дмитро Чижевський, Павло Плющ, Арсен Іщук, Степан Савченко, Олександра Андрієвська, Юрій Жлуктенко, Наталія Раєвська, Тетяна Якимович та інші.
Філологічні науки викладалися в Університеті святого Володимира з самого його заснування (1834). На гуманітарному відділенні філософського факультету було відкрито кафедру російської словесності, яка з 1850 року стала кафедрою новоствореного історично-філологічного факультету.
1867 р. історично-філологічний факультет було розділено на 3 відділення: класичої філології, слов'яно-російської філології й історичних наук.
З часом виникла потреба у спеціалістах мовного профілю — мовознавцях-романістах та германістах, тому у 1906 р. на історично-філологічному факультеті було відкрито романо-германське відділення, започатковане професором Миколою Дашкевичем та його учнем Іваном Шаровольським, який став першим деканом факультету західноєвропейських мов і літератур, зробивши значний внесок у його розвиток.
У 1918 р. було відкрито кафедру української мови, української літератури й історії України.
Унаслідок реформи ВШ 1920 р. університет було реорганізовано у ВІНО (Вищий інститут народної освіти, з 1926 р. — КІНО — Київський інститут народної освіти), де був відділ гуманітарних наук з літературним і лінгвістичним циклами.
У 1933 р. було відновлено університет, і в його складі — літературно-лінгвістичний факультет.
З 1943 р. в Українському Об'єднаному університеті функціонував філологічний факультет; цю назву було збережено й у відновленому того ж 1943 р. Київському університеті (разом із Київ. педінститутом).
Деканами історико-філологічного, згодом — літературно-лінгвістичного, потім — філологічного факультету в пореволюційні роки протягом різного часу були: проф. Володимир Петрусь (1922-29; репресований), проф. Арсен Іщук (1937-60; з великими перервами; репресований і реабілітований; у 1954-56 рр. — проректором університету), проф. Микола Грунський (1933-49; з перервами), доц. Юрій Кобилецький (1949—1952), доц. Микита Стаховський (1956—1957), проф. Дмитро Затонський (1961—1962); після поділу на філологічний і романо-германський факультети деканами філологічний були: проф. Павло Федченко (1962—1967), проф. Яків Білоштан (1967—1971), проф. Михайло Грицай (1971—1987), проф. Петро Кононенко (1987—1992), проф. Михайло Наєнко (1992—2001). Першим директором Інституту філології було обрано проф. Григорія Семенюка.
У 1937 р. в Києві було організовано окремий факультет іноземних мов, перейменований у 1938 р. у факультет західноєвропейських мов і літератур, деканом якого став проф. Іван Шаровольський.
Факультет західноєвропейських мов і літератур у 1947 р. було реорганізовано у відділення філологічного факультету, а у 1962 р. його було відроджено як факультет іноземних мов і згодом перейменовано у факультет романо-германської філології.
З 1991 р. — знову факультет романо-германської філології.
У різні роки факультет очолювали Вадим Пащенко, Юрій Жлуктенко, Олег Семенець, Олександр Чередниченко. Викладання східних мов як основної спеціальності розпочалося в 1990 р. на кафедрі східної філології факультету іноземної філології. У 1995 р. було створено відділення східної філології на правах факультету (завідувач відділення, одночасно завідувач кафедри тюркології — проф. Григорій Халимоненко).
Нині професорсько-викладацький склад нараховує близько 600 викладачів, з них: близько 60 докторів наук і професорів, близько 250 кандидатів наук і доцентів, а також працюють старші викладачі, асистенти, 20 іноземних викладачів.
Внаслідок масованого ракетного обстрілу України 10 жовтня 2022 року, влаштованого російською армією, будівля інституту була частково пошкоджена.

## Структура
Нині в інституті діють такі кафедри:
- кафедра англійської філології та міжкультурної комунікації,
- кафедра германської філології та перекладу,
- кафедра романської філології,
- кафедра теорії та практики перекладу з англійської мови,
- кафедра теорії і практики перекладу романських мов імені Миколи Зерова,
- кафедра іноземних мов історичного та філософського факультетів,
- кафедра іноземних мов факультетів психології та соціології,
- кафедра іноземних мов природничих факультетів,
- кафедра іноземних мов математичних факультетів,
- кафедра іноземних мов хіміко-фізичних факультетів,
- кафедра методики викладання української та іноземних мов і літератур,
- кафедра зарубіжної літератури,
- кафедра загального мовознавства, класичної філології та неоелліністики,
- кафедра української мови та прикладної лінгвістики,
- кафедра стилістики та мовної комунікації,
- кафедра історії української літератури, теорії літератури і літературної творчості,
- кафедра української філології для іноземних громадян,
- кафедра фольклористики,
- кафедра слов'янської філології,
- кафедра полоністики,
- кафедра мов і літератур Близького та Середнього Сходу,
- кафедра мов і літератур Далекого Сходу та Південно-Східної Азії,
- кафедра східнослов'янської філології та інформаційно-прикладних студій,
- кафедра тюркології.

## Спеціальності
Інститут філології готує кваліфікованих фахівців за спеціальностями: філолог, викладач української мови та літератури, фольклорист, російської мови та літератури, західноєвропейські мов і літератури, слов'янських мов і літератури, східні мов та літератури, а також фахівців із літературної творчості та класичної філології й перекладачів. Підготовка фахівців здійснюється за трьома освітніми рівнями, відповідно до яких випускники одержують кваліфікацію: бакалавр, спеціаліст, магістр.
Студенти Інституту філології вивчають близько 30 мов. В інституті навчається 240 аспірантів, понад 30 докторантів, близько 90 пошукувачів.

## Наука в інституті
Співробітники Інституту працюють над такими науковими проблемами:
- історичні школи літературознавства,
- теорія та історія літератури,
- порівняльне літературознавство,
- культурно-історичний феномен української літератури,
- історія та теорія фольклористики,
- когнітивна лінгвістика,
- дослідження мови як діяльності,
- дослідження системно-структурних властивостей мови,
- інструментальне дослідження звукової будови мови,
- теоретична граматика, загальна лексикологія,
- функціонування і розвиток української та російської мов за різних суспільних умов,
- мовні контакти,
- етнолінгвістика,
- соціолінгвістика,
- психолінгвістика,
- міфопоетика художнього мовлення,
- медіалінгвістика,
- проблеми класичної філології,
- германістика, романістика, елліністика,
- перекладознавство.

## Наукові видання
В Інституті філології виходять такі наукові видання:
- «Вісник КНУ ім. Т.Шевченка: Літературознавство, мовознавство, фольклористика»,
- «Вісник КНУ: Східні мови та літератури»,
- «Мовні та концептуальні картини світу. Науковий збірник»,
- «Літературознавчі студії: Науковий збірник»,
- «Шевченкознавчі студії: Збірник наукових праць»,
- «Українське мовознавство: Науковий збірник»,
- «Актуальні проблеми української лінгвістики: теорія і практика»,
- «Київські полоністичні студії»,
- «Проблеми семантики, прагматики та когнітивної лінгвістики»,
- «Studia Linguistica»,
- «Ars Linguodidacticae»,
- «Folia Philologicaта»

## Міжнародні зв'язки
Інститут філології має широкі зв'язки з іноземними школами, що знайшли втілення в участі у міжнародних та європейських наукових і освітніх програмах з іноземних мов та перекладу (ТЕМПУС-ТАСІС, Копернікус тощо), співпраці з університетами міст Кишинів (Молдова), Страсбург та Руан (Франція), Гранада (Іспанія), Флоренція (Італія), Кіль, Констанс та Ганновер (Німеччина), Лідс (Велика Британія), з Інститутом прикладного мовознавства і перекладу (м. Лейпциг, Німеччина), Центром наукових досліджень (м. Париж, Франція), з Асоціацією для інформації та дослідження орфографії та систем письма (м. Париж, Франція), з Європейським центром сучасних мов Європи (м. Грац, Австрія), Європейським центром Кінематографії та аудіовізуальних засобів (м. Нансі, Франції), з Інститутом літератури НАН України, Незалежним центром наукових досліджень зарубіжної літератури в Україні, з Інститутом мовознавства НАН України.